# Katt (film)
Katt, originaltitel: Kat, är en dansk film från 2001 regisserad av Martin Schmidt. Den är baserad på Steen Langstrups roman Kat.

## Handling
Marias katt blir besatt av demoniska krafter efter en misslyckad seans och ställer till det ännu mer i Marias redan komplicerade liv.

## Om filmen
Filmen hade världspremiär i Danmark den 8 juni 2001.

## Rollista
- Liv Corfixen – Maria
- Martin Brygmann – Henrik
- Charlotte Munck – Isabella
- Søren Pilmark – Peter Hald
- Birgitte Federspiel – Gundine
- Holger Perfort – herr Vestergaard
- Grethe Holmer – fru Vestergaard
- Søren Christensen – polis
- Marie Trolle Larsen – polis
- Claus Flygare – veterinär
- Pernille Brems – Lea
- Margrethe Koytu – parkeringsvakt
- Marie Tafdrup Wisbøl – Sofie
- Kristian Ibler – Christian
- Janek Lesniak – ung man
- Tilde Knudsen – kvinnan i paret
- Henrik Agerkvist Pe – mannen i paret

## Utmärkelser
- 2001 – Filmfestivalen i Hamburg – Digi@ward, Henrik Danstrup